# Ana Sanabria
Ana Cristina Sanabria Sánchez (Zapatoca, 2 mei 1990) is een Colombiaanse wielrenster, die actief is op de weg en op de baan. Ze is viervoudig Colombiaans kampioene tijdrijden. Op de Zuid-Amerikaanse Spelen won ze in 2018 goud in de weg- en tijdrit. Ook behaalde ze het podium op de Centraal-Amerikaanse en Caraïbische Spelen en op het Pan-Amerikaans kampioenschap tijdrijden. Ze werd 40e namens Colombia in de wegwedstrijd op de Olympische Zomerspelen 2016 in Rio de Janeiro. In 2014 reed ze voor de Spaans-Baskische wielerploeg Bizkaia-Durango en in juni 2017 kreeg ze een contract bij het Italiaanse Servetto Giusta. In juli reed ze de Giro Rosa en werd achtste in La Course op de Col d'Izoard op ruim twee minuten achter winnares Annemiek van Vleuten. Ze vertegenwoordigde haar land op de Wereldkampioenschappen wielrennen 2017 in de weg- en tijdrit in het Noorse Bergen.

## Palmares

### Op de weg
2010
 Colombiaans kampioenschap op de weg
2012
 Colombiaans kampioenschap op de weg
2015
 Colombiaans kampioene tijdrijden
 Colombiaans kampioenschap op de weg
2016
 Colombiaans kampioene tijdrijden
 Pan-Amerikaans kampioenschap tijdrijden
Eindklassement Ronde van Colombia
2017
 Colombiaans kampioene tijdrijden
Eindklassement Ronde van Colombia
2018
 Zuid-Amerikaanse Spelen, wegrit
 Zuid-Amerikaanse Spelen, tijdrit
 Centraal-Amerikaanse en Caraïbische Spelen tijdrit
 Pan-Amerikaans kampioenschap tijdrijden
Eindklassement Ronde van Colombia
2019
 Colombiaans kampioenschap tijdrijden
2020
 Colombiaans kampioene tijdrijden
2021
 Colombiaans kampioenschap tijdrijden
2022
Bergklassement Ronde van Colombia
2023
 Colombiaans kampioenschap tijdrijden